# Charminus natalensis
Charminus natalensis är en spindelart som först beskrevs av Lawrence 1947.  Charminus natalensis ingår i släktet Charminus och familjen vårdnätsspindlar. Inga underarter finns listade i Catalogue of Life.